# Црква Св. пророка Илије у Нишевцу
Црква Св. пророка Илије у Нишевцу налази се на територији општине Сврљиг у подножју планине Богданице. Саграђена је 1890. године и у приватној је својини. Према подацима из најстаријег турског пописа, насталог између 1478. и 1481. године, у Нишевцу се помињу поп Валчина и његов брат Радослав, што указује на постојање богослужбеног места још у 15. века у овом селу. Храм светог пророка Илије је обновљен и освештан 2003. године.
На основу одлуке Владе Републике Србије 2000. године додаје се на списак Завода за заштиту споменика културе у Нишу и заведена је као непокретно културно добро: споменик културе.

## Архитектура
Грађевина је правоугаоног облика са пространом полукружном олтарском апсидом, засведеном полукалотом, са чије северне и јужне стране постоје мања удубљења за проскомидију и ђаконикон. Скромну фасадну декорацију чине радијално сложене опеке око прозорских отвора, који су као и портали лучно завршени. Црква је урађена од притесаног камена, некада је била омалтерисана и окречена у бело. У унутрашњости, на северном зиду, смештена је спомен-плоча жртвама палим у ратовима од 1912. до 1919. године.
Црква Св. Илије у Нишевцу представља значајан пример сакралне архитектуре и народног неимарства на прелазу из 19. у 20. век.